# 三ヶ根山スカイライン

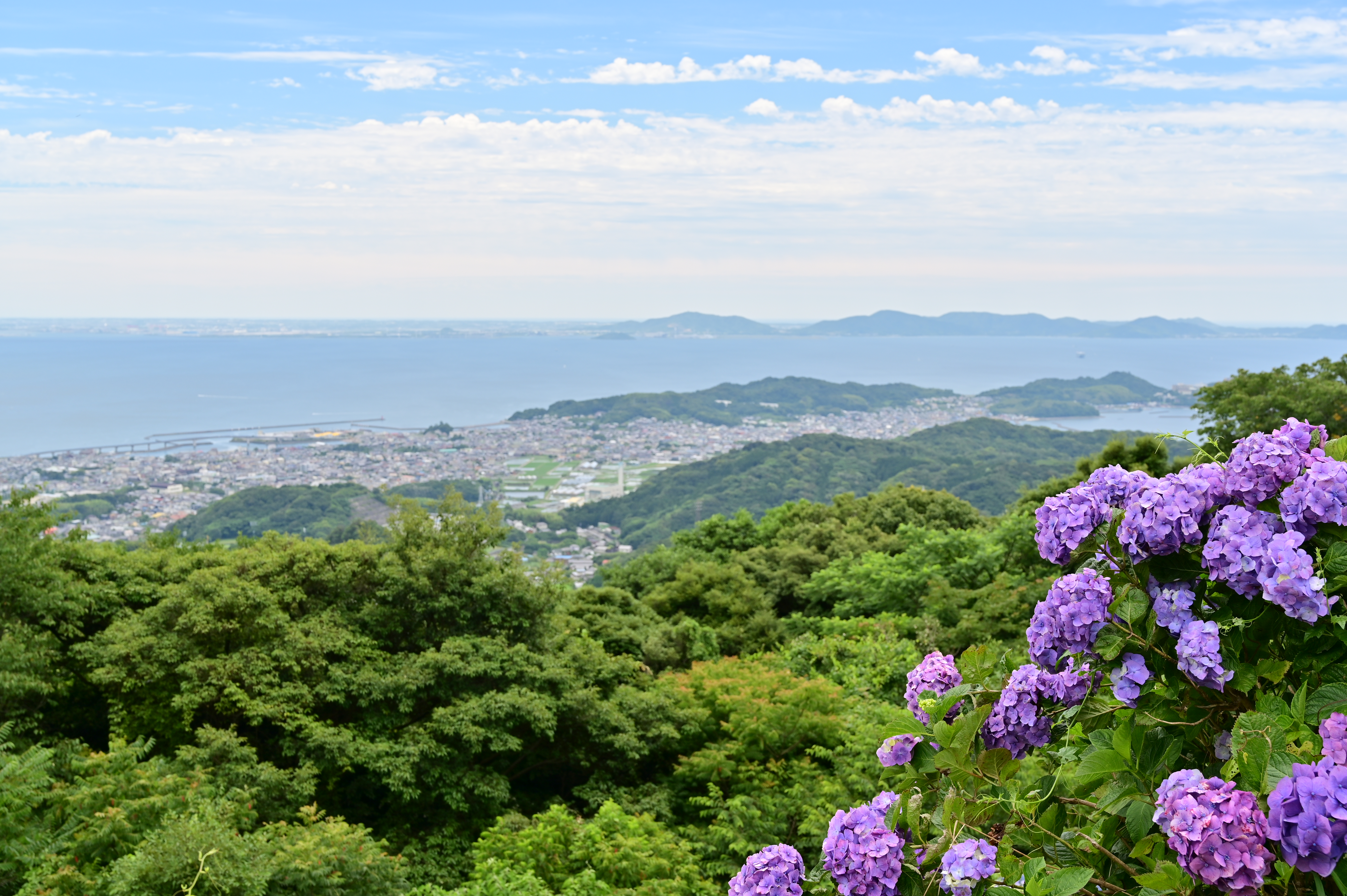
三ヶ根山山頂付近から三河湾を望む

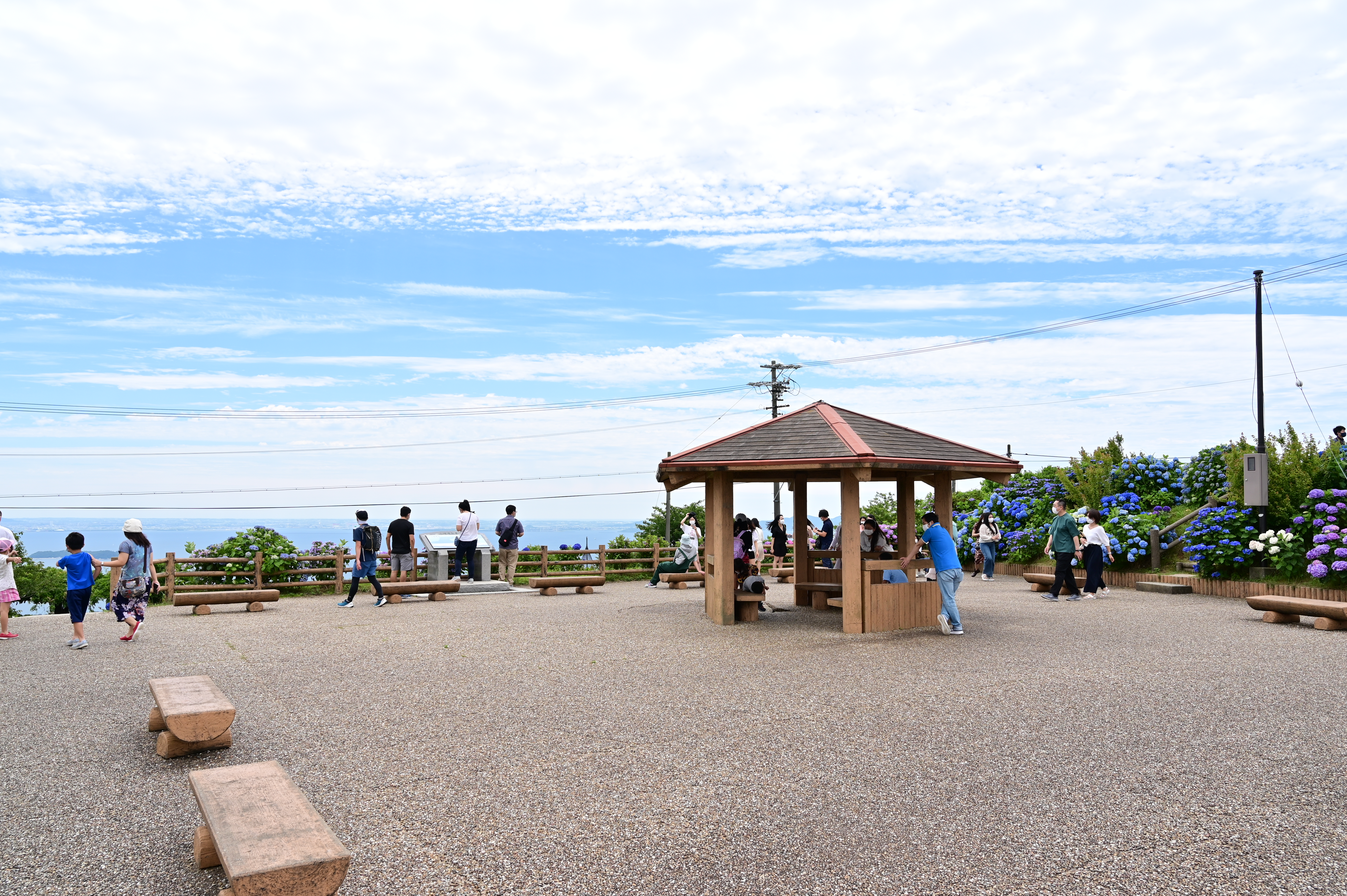
三ヶ根山の展望台

三ヶ根山スカイライン（さんがねさんスカイライン）は、愛知県西尾市東幡豆町から同県蒲郡市金平町に至る5.1kmの一般自動車道事業による有料道路である。あじさいラインの愛称を持つ。愛知県道路公社が管理している。

## 区間
- 起点：愛知県西尾市東幡豆町入会山1番141
- 終点：愛知県蒲郡市金平町牛転49番1

## 沿革
蒲郡市の形原温泉や西浦温泉の開発が進んだ1960年代、三ヶ根山の観光開発を目的に観光地として整備され、1968年（昭和43年）3月1日に開通した。

## 交通規制
道路交通法による一部車両通行規制として、自転車、125cc以下のバイクは通行不可。

## 保安上の供用制限
- 1. 自動車（人が乗車し、又は貨物が積載される場合にあってはその状態）の長さ、巾、高さ、重量
  - 長さ：12.0メートル以下
  - 巾：2.5メートル以下
  - 高さ：3.8メートル以下
  - 重量：20.0トン以下
- 2. 速度
  - （イ）起点から愛知県西尾市東幡豆町大境18の72まで
    - 粁程：3.16キロメートル
    - 乗用自動車：40キロメートル毎時
    - 乗合型自動車：40キロメートル毎時
    - 貨物自動車：40キロメートル毎時

  - （ロ）愛知県西尾市東幡豆町大境18の72から終点まで
    - 粁程：1.94キロメートル
    - 乗用自動車：30キロメートル毎時
    - 乗合型自動車：30キロメートル毎時
    - 貨物自動車：30キロメートル毎時
- 3. キャタピラを有する自動車等の通行禁止
  - キャタピラを有する自動車、その他自動車道に損傷をあたえるおそれのある構造を有する自動車は通行を禁止する。

## 駐車場
駐車場の管理は西尾市。
- 山頂駐車場（駐車台数：40台、トイレ・公衆電話あり）：季節ごとのイベントはここで行われる。
- 第1駐車場（駐車台数：23台）
- 第2駐車場（駐車台数：47台、トイレあり）

元回転展望台駐車場は通常時は閉鎖されているが、年始は多数の初日の出客のために短時間開放される。
その他、売店の駐車場や広い路肩など駐車スペースはいくつもある。
Pの標識は案内標識の「駐車場」であり、指示標識の「駐車可」ではない。

## 通行料金
- 二輪自動車：280円
- 普通自動車：420円
- バス型自動車：1100円
- 大型貨物自動車（観光バス）：1760円

## 通行禁止の時間帯
20時から8時は通行禁止（12月31日から1月1日の深夜は除く）。
出口レーンは20時で閉鎖されなかったため走り屋や夜景目的での夜間の侵入があとを絶たず実質夜間開放状態であったが、2016年（平成28年）からの夜間全面封鎖により20時以降に車両で立ち入ることは不可能となった。

## 接続する路線
- 蒲郡市道開戸牛転線